# Иваношвили, Заури Шотаевич
Заури Шотаевич Иваношвили (16 мая 1965) — советский борец греко-римского стиля, призёр чемпионата СССР, обладатель Кубка мира.

## Спортивная карьера
В августе 1982 года в американском Колорадо-Спрингс стал победителем чемпионата мира среди кадетов и юниоров. В августе 1983 года в Оук-Лоне в финале чемпионата мира среди юниоров одолел Герхарда Химмеля из ФРГ и стал победителем турнира. В июне 1984 года в датском Фредериксхавне стал бронзовым призёром молодёжного чемпионата Европы. В январе 1987 года в Тбилиси завоевал бронзовую медаль чемпионата СССР. В ноябре 1987 году в американском Олбани стал обладателем Кубка мира как в личном, так и в командном зачёте. В ноябре 1990 года в шведском Гётеборге стал серебряным призёром Кубка мира в личном зачёте, а в составе сборной СССР одержал победу.

## Спортивные результаты
- Чемпионат мира по борьбе среди кадетов 1982 — ;
- Чемпионат мира по борьбе среди юниоров 1982 — ;
- Чемпионат мира по борьбе среди юниоров 1983 — ;
- Чемпионат Европы по борьбе среди молодёжи 1984 — ;
- Чемпионат СССР по классической борьбе 1987 — ;
- Кубок мира по борьбе 1987 — ;
- Кубок мира по борьбе 1987 (команда) — ;
- Кубок мира по борьбе 1990 — ;
- Кубок мира по борьбе 1990 (команда) — ;